# Rio Vorá (vattendrag i Brasilien, lat -24,40, long -51,87)
Rio Vorá är ett vattendrag i Brasilien.   Det ligger i delstaten Paraná, i den södra delen av landet, 1 000 km söder om huvudstaden Brasília.
Omgivningarna runt Rio Vorá är huvudsakligen savann. Runt Rio Vorá är det glesbefolkat, med 13 invånare per kvadratkilometer.